# Reynard
La Reynard è stata una casa inglese fondata da Adrian Reynard nel 1973 con sede a Bicester che produceva telai di vetture monoposto per varie serie automobilistiche tra cui la Formula 1, la Formula 2, la Formula 3000 Internazionale e la Formula Indy.

## Storia

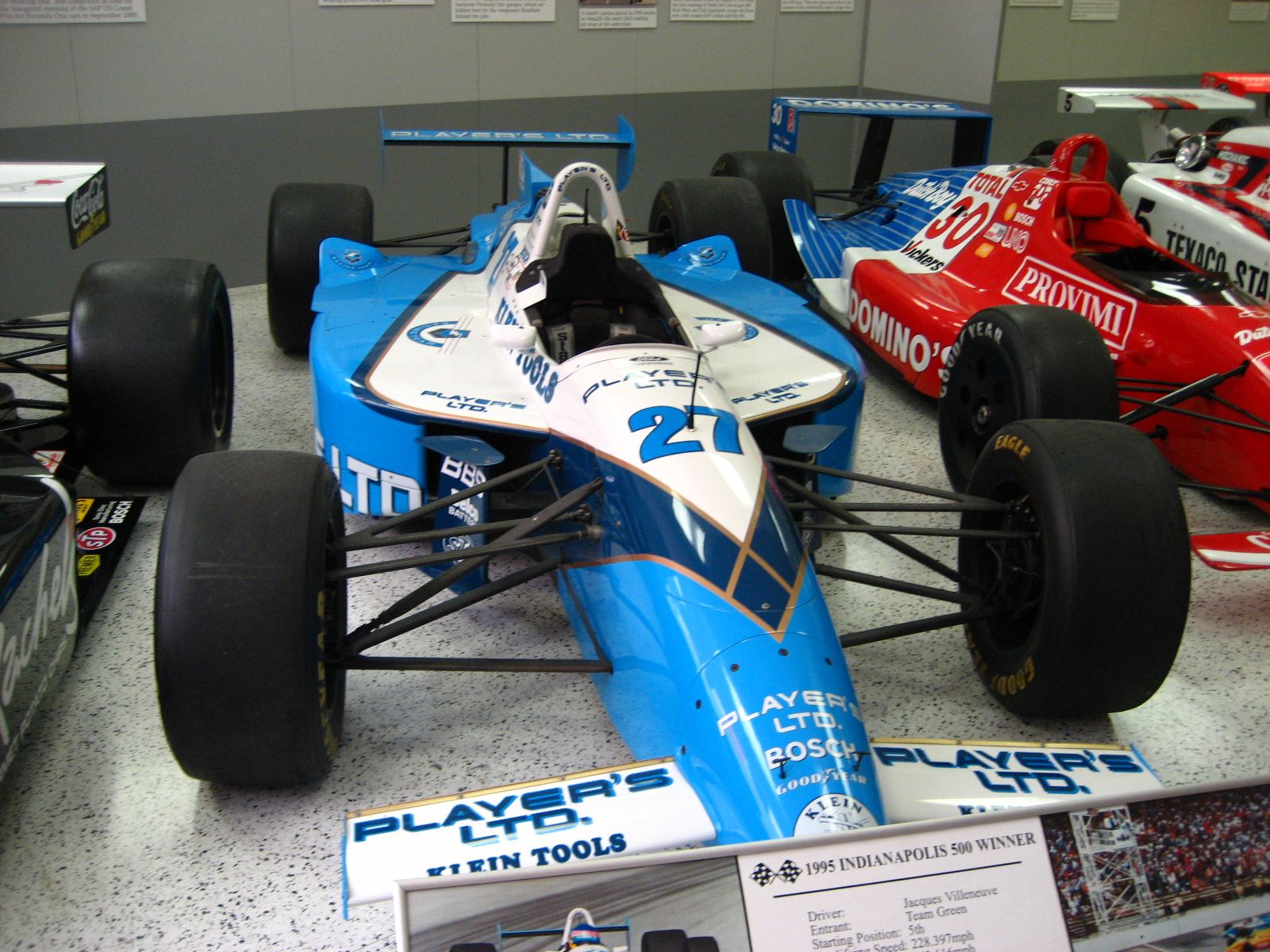
La Reynard Cosworth di Villeneuve nel 1995

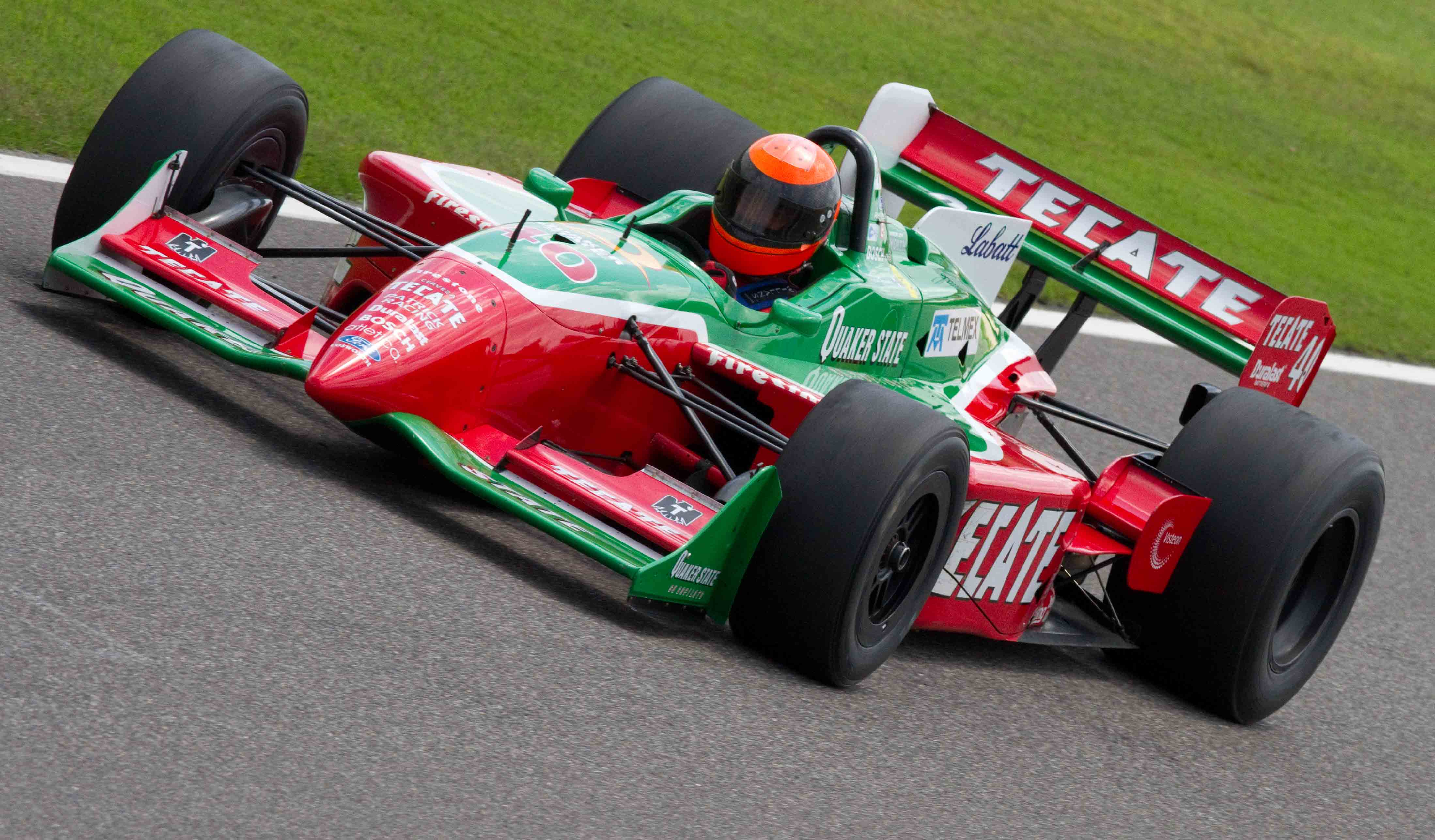
Reynard Champ Car

Alla fine degli anni ottanta la Reynard entra nella nascente F3000 Internazionale confrontandosi con le altre case presenti (March, Lola e Ralt), riuscendo in breve tempo ad equipaggiare la maggioranza dei team storici. Le auto Reynard erano caratterizzate dalla facilità di messa a punto e da un basso costo di gestione. 
Nel 1990 aveva anche iniziato la fortunata avventura negli Stati Uniti d'America che la porterà a vincere 6 titoli Champ Car (di cui due grazie ad Alessandro Zanardi) e ben 156 gare, ottenendo anche 91 pole position. Nel 1995 e nel 1996 si aggiudicò anche la 500 Miglia di Indianapolis, nel primo caso con alla guida Jacques Villeneuve. Con la scissione dalla Champ, sue vetture gareggiarono con validi risultati anche nella nuova nata Indy Racing League.
Meno fortunata fu l'avventura in Formula 1, dapprima con la Pacific, quindi con la BAR; gli investimenti non ripagati da successo contribuirono a propiziare il declino della casa, che nel 2001 dichiara fallimento.
Sue vetture continuano a correre nei prototipi anche se sotto altre denominazioni e proprietà intellettuale. Dopo il fallimento Dereck Walker rileverà il progetto della vettura Indy garantendone i ricambi agli altri team.
Nel 2009 è stato annunciato il ritorno al mondo delle competizioni di una "nuova" Reynard.